# Ngày Khăn tắm
Ngày Khăn Tắm là một sự kiện tưởng niệm nhà văn Douglas Adams, được tổ chức vào ngày 25 tháng 5 hàng năm. Trong ngày này, người hâm mộ mang theo một chiếc khăn tắm, chi tiết quan trọng trong tác phẩm nổi tiếng Bí kíp quá giang vào Ngân Hà. Sự kiện tưởng niệm này bắt đầu vào năm 2001, hai tuần sau khi ông qua đời.